# Emilio Menéndez del Valle
Emilio Menéndez del Valle (Madrid, 20 de juny de 1945) és un advocat i polític espanyol, ambaixador a Itàlia i diputat al Parlament Europeu.

## Biografia
El 1972 es llicencià en dret a la Universitat Complutense de Madrid. El 1973-1975 estudià a l'Escola de Relacions Internacionals de la Universitat de Colúmbia (Nova York) i el 1995 es doctorà en Ciències Polítiques per la UNED. Va col·laborar a Cuadernos para el Diálogo.
De 1975 a 1980 treballà com a professor ajudant de Relacions Internacionals en la Facultat de Ciències Polítiques i Sociologia de la Universitat Complutense i de 1975 a 1985 com a professor de Relacions Internacionals en la University of Southern California a Madrid.
Ha estat ambaixador d'Espanya a Jordània (1983-1987) i a Itàlia (1987-1994). De 1985 a 1995 fou membre de la Comissió Oficial Espanyola per a la fundació de la Universitat Euroàrab a Espanya. El 1995-1996 fou assessor internacional d'empreses de la construcció. El maig de 1997 fou nomenat coordinador per a Orient Mitjà de l'Oficina d'Ajuda Humanitària de la Comissió Europea (ECHO), càrrec que ocupà fins al 1999.
Fou elegit diputat dins les llistes del PSOE a les eleccions al Parlament Europeu de 1999, 2004 i 2009. De 1999 a 2004 fou vicepresident de la Delegació del Parlament Europeu per a Relacions amb el Consell Legislatiu Palestí i de 2004 a 2009 ponent para les relacions UE-Índia. Des de 2009 és membre de la Comissió de Comerç Internacional i de la Delegació per a les Relacions amb la República Popular de la Xina.

## Obres
- Angola. Imperialismo y Guerra Civil, Madrid, Akal Editor, 1976.